# IMMT
IMMT‏ (Inner membrane mitochondrial protein) هوَ بروتين يُشَفر بواسطة جين IMMT في الإنسان.